# Eduard Alekszandrovics Koksarov
Eduard Alekszandrovics Koksarov (Krasznodar, 1975. november 4.– ) olimpiai- és világbajnok orosz válogatott kézilabdázó, edző.

## Pályafutása

### Klubcsapatokban
Eduard Koksarov pályafutását szülővárosának csapatában, a SZKIF Krasznodarban kezdte, amelynek 1999-ig volt tagja. Ezt követően Szlovéniába, az RK Celjéhez igazolt, ahol 2011-ig kézilabdázott. Ez alatt az idő alatt 2000-ben és 2001-ben, majd 2003-tól 2007-ig minden évben bajnoki címet ünnepelhetett a csapattal, amellyel 2004-ben megnyerte a Bajnokok Ligáját is.
2011 nyarán hazatért Oroszországba és a Csehovszkije Medvegyi játékosa lett. Két szezonnal később itt fejezte be pályafutását.

### A válogatottban
1995-ben junior-világbajnoki címet nyert. Az orosz válogatottban több mint 200 mérkőzésen lépett pályára és több mint 1000 gólt szerzett pályafutása során. 1997-ben világbajnok lett, a 2000-es, Sydney-ben rendezett olimpián pedig olimpiai bajnok. Négy év múlva, az athéni játékokon bronzérmet szerzett az orosz válogatott tagjaként. 61 góllal ő volt a 2001-es világbajnokság gólkirálya, a 2007-es világbajnokságon pedig beválasztották az All-Star csapatba.

## Edzőként
Visszavonulását követően a SZKIF Krasznodar vezetőedzője lett, majd 12016-ban átvette a ŽRK Vardar női csapatának irányítását, akikkel Bajnokok Ligája döntőbe jutott a 2016–2017-es szezonban, ott azonban hosszabbítás után 31–30-ra kikaptak a Győri Audi ETO csapatától.
2017 júliusában az orosz férfiválogatott szövetségi kapitánya lett. 2019 októberében a spanyol David Pisonero helyét átvéve a Vardar Szkopje vezetőedzője lett. 2020 januárjában lemondott az orosz válogatott kapitányi posztjáról, miután az Európa-bajnokságon mindhárom csoportmérkőzését elveszítve búcsúzott a további küzdelmektől a csapat.

## Sikerei, díjai
RK Celje
- Szlovén bajnok: 2000, 2001, 2003, 2004, 2005, 2006, 2007, 2008
- Szlovén kupagyőztes: 2000, 2001, 2004, 2006, 2007
- Bajnokok Ligája-győztes: 2004

Egyéni elismerés
- A 2001-es és a 2003-as és 2007-es világbajnokság, valamint a 2004-es Európa-bajnokság All-Star csapatának tagja
- A 2001-es világbajnokság gólkirálya 61 góllal